# Gefirofobia
La gefirofobia (del griego γέφυρα ‘puente’ y φόβος ‘miedo’) es el miedo irracional a cruzar puentes o viaductos.
Las personas con gefirofobia se sienten incómodas al atravesar puentes o viaductos, y a menudo se niegan a atravesarlos, usando vías alternativas en su lugar. Algunas veces la gefirofobia asume un cuadro más complejo, extendiéndose al miedo a cualquier superficie elevada, en cuyo caso se define como acrofobia, o miedo a las alturas.